# Uri Orlev
Uri Orlev (hebraico: אורי אורלב; nascido em 24 de fevereiro de 1931 – 25 de julho de 2022) foi um escritor e tradutor israelense nascido na Polônia. Em 1996, ele recebeu o prêmio internacional Hans Christian Andersen por sua "contribuição duradoura à literatura infantil". Em 2006, recebeu o prêmio Bialik de literatura (em conjunto com Ruth Almog e Raquel Chalfi).
Orlev foi casado e tem dois filhos, uma filha e quatro netos. Morreu em 25 de julho de 2022, aos 91 anos de idade.